# Sartell
Sartell ist eine Stadt (mit dem Status „City“) im Stearns County und zu einem kleineren Teil im Benton County im Zentrum des US-amerikanischen Bundesstaates Minnesota. Im Jahr 2020 hatte Sartell 19.351 Einwohner.

## Geografie
Sartell liegt beiderseits des Mississippi oberhalb der Einmündung des Sauk River auf 45°18′54″ nördlicher Breite und 93°58′47″ westlicher Länge. Die Stadt erstreckt sich über 26,03 km², die sich auf 25,38 km² Land- und 0,65 km² Wasserfläche verteilen.
Benachbarte Orte von Sartell sind St. Cloud (an der südlichen Stadtgrenze), Waite Park (9,4 km südlich), St. Joseph (13,4 km südwestlich), St. Stephen (13,2 km nordwestlich) sowie Sauk Rapids (an der südöstlichen Stadtgrenze).
Die nächstgelegenen größeren Städte sind Minneapolis (119 km südöstlich), Minnesotas Hauptstadt Saint Paul (138 km in der gleichen Richtung), Duluth am Oberen See (237 km nordöstlich), Fargo in North Dakota (277 km nordwestlich) und Sioux Falls in South Dakota (358 km südwestlich).

## Verkehr
Wenige Kilometer südwestlich von Sartell verläuft die Interstate 94, die von den Twin Cities nach Nordwesten und später nach Westen führt. Entlang des östlichen Stadtrands führt der hier parallel zum Mississippi verlaufende U.S. Highway 10. Als Tangente führt die Minnesota State Route 15 durch die südlichen und südwestlichen Stadtteile von Sartell und überqueren über eine Brücke den Mississippi. Eine weitere Brücke überquert den Fluss im Zentrum der Stadt. Alle weiteren Straßen innerhalb von Sartell sind untergeordnete Fahrwege oder innerstädtische Verbindungsstraßen.
Parallel zum Ostufer des Mississippi verläuft eine Eisenbahnlinie der BNSF Railway durch das Stadtgebiet von Sartell. In der Nachbarstadt St. Cloud befindet sich der nächste Bahnhof für den Eisenbahnpassagierverkehr von Amtrak.
Der nächstgelegene Flugplatz ist der St. Cloud Regional Airport (17,5 km südöstlich). Der nächste Großflughafen ist der Minneapolis-Saint Paul International Airport (142 km südöstlich).

## Geschichte
Nachdem die Region ursprünglich von Indianern der Dakota und der Anishinabe besiedelt wurde, ließen sich in der Mitte des 19. Jahrhunderts im Gebiet der heutigen Stadt die ersten weißen Siedler nieder. Einer von ihnen war Joseph B. Sartell, der sich 1854 hier niederließ. Nachdem er zunächst als Arbeiter in einer Sägemühle arbeitete, errichtete er 1877 seine eigene Getreidemühle an einem nahegelegenen Fluss. Im Jahr 1884 gründete Sartell mit seinen Söhnen die Sartell Brothers Lumber Company.
Zwischen 1905 und 1907 wurde ein Stauwehr am Mississippi errichtet, um der Energieerzeugung der gleichzeitig errichteten Papierfabrik Watab Pulp and Paper Company diente. Die Papierfabrik, die heute zur Verso Paper Corp. gehört, war und ist seitdem der größte Arbeitgeber der Stadt.
1907 wurde die kommunale Selbstverwaltung des „Village of Sartell“ gebildet. Mehrfach wurde der erfolglose Versuch unternommen, den Namen des Ortes zu ändern. Dies haben aber die Nachfahren von Joseph B. Sartell stets verhindert, die noch immer sehr einflussreich in der Stadt waren. Zwischen 1907 und 1973 saß fast immer ein Mitglied der Familie Sartell im Stadtrat. Der bekannteste war Ripley B. Sartell, der 31 Jahre lang Bürgermeister war.

## Demografische Daten
Nach der Volkszählung im Jahr 2010 lebten in Sartell 15.876 Menschen in 5859 Haushalten. Die Bevölkerungsdichte betrug 625,5 Einwohner pro Quadratkilometer. In den 5859 Haushalten lebten statistisch je 2,64 Personen.
Ethnisch betrachtet setzte sich die Bevölkerung zusammen aus 95,5 Prozent Weißen, 0,9 Prozent Afroamerikanern, 0,2 Prozent amerikanischen Ureinwohnern, 1,5 Prozent Asiaten sowie 0,5 Prozent aus anderen ethnischen Gruppen; 1,4 Prozent stammten von zwei oder mehr Ethnien ab. Unabhängig von der ethnischen Zugehörigkeit waren 1,4 Prozent der Bevölkerung spanischer oder lateinamerikanischer Abstammung.
30,9 Prozent der Bevölkerung waren unter 18 Jahre alt, 58,9 Prozent waren zwischen 18 und 64 und 10,2 Prozent waren 65 Jahre oder älter. 52,2 Prozent der Bevölkerung war weiblich.

Das mittlere jährliche Einkommen eines Haushalts lag bei 66.650 USD. Das Pro-Kopf-Einkommen betrug 28.858 USD. 3,9 Prozent der Einwohner lebten unterhalb der Armutsgrenze.